# Leptopelis brevipes
Leptopelis brevipes là một loài ếch thuộc họ Hyperoliidae.
Đây là loài đặc hữu của Guinea Xích Đạo.
Môi trường sống tự nhiên của chúng là rừng ẩm vùng đất thấp nhiệt đới hoặc cận nhiệt đới.